# Potamophylax nigricornis
Potamophylax nigricornis là một loài Trichoptera trong họ Limnephilidae. Chúng phân bố ở miền Cổ bắc.